# Euxoa aequalis
Euxoa aequalis là một loài bướm đêm thuộc họ Noctuidae. Loài này có ở British Columbia, Alberta, Saskatchewan và Yukon, phía nam into Hoa Kỳ, ở đó nó has been recorded from Colorado, Wyoming và California.
Sải cánh dài khoảng 33 mm.

## Phụ loài
- Euxoa aequalis aequalis (Harvey, 1876)
- Euxoa aequalis acornis (Smith, 1895)
- Euxoa aequalis alko (Strecker, 1899)
- Euxoa yukonensis Lafontaine, 1987